# Nemoptera sinuata
Nemoptera sinuata är en insektsart som beskrevs av Olivier 1811. Nemoptera sinuata ingår i släktet Nemoptera och familjen Nemopteridae. Inga underarter finns listade i Catalogue of Life.
Nemoptera sinuata har ett genomsnittligt vingspann av 55mm.
Arten förekommer kring Medelhavet i södra Europa, Anatolien och norra Afrika. Den lever i ganska torra gräsmarker och öppna skogar.
Full utvecklade exemplar är aktiv på dagen vid solljus. De gömmer sig vid regn under blad eller blommor. Honor lägger sina ägg i sanden eller i lövskiktet på marken och larverna livnär sig av larver från myror eller från andra små insekter. Vuxna djur har däremot nektar och pollen som föda, bland annat från silverstenört, Hypericum rumeliacum och från arter av röllikesläktet. Parningen sker i maj och juni.

## Bildgalleri

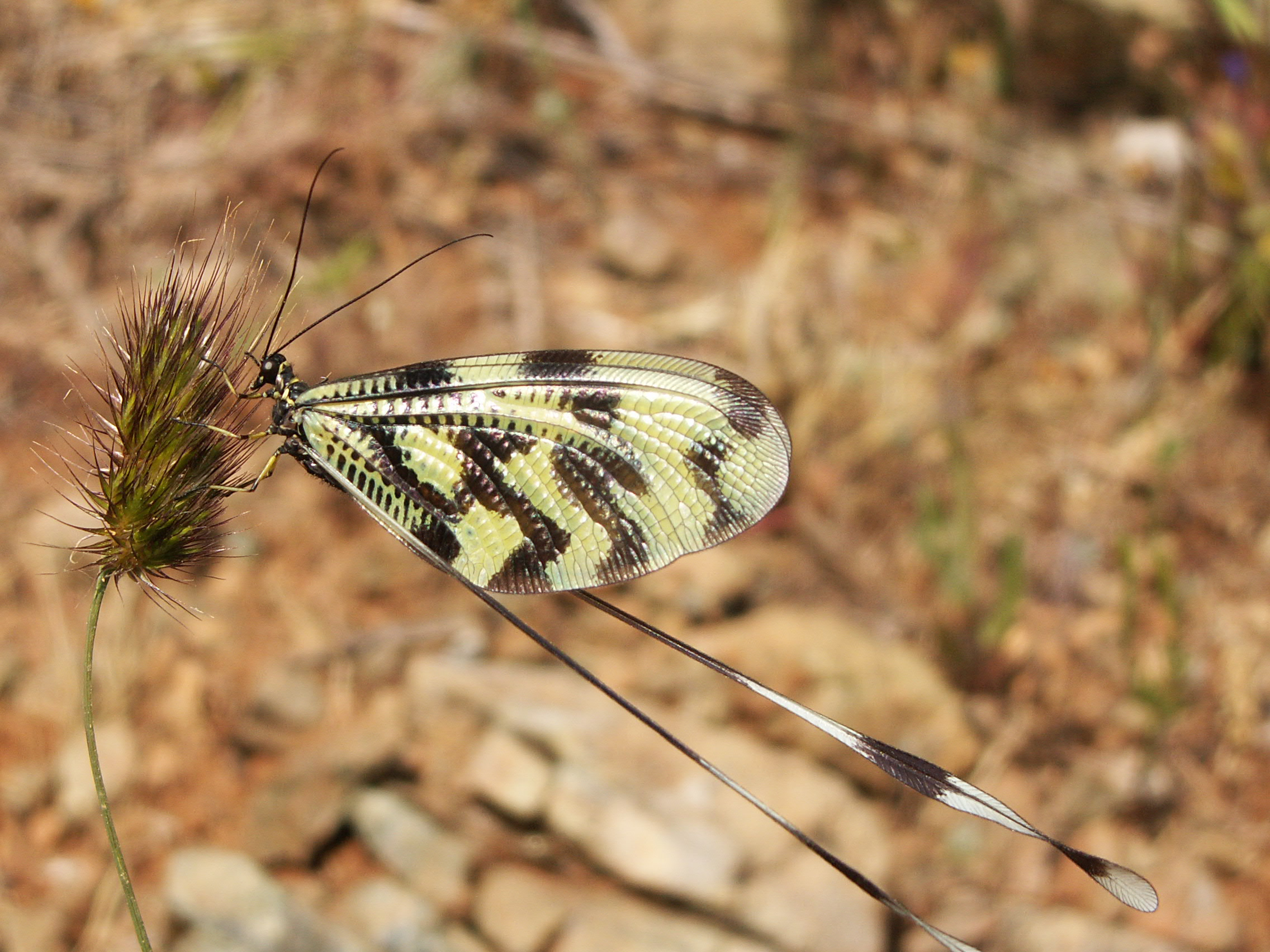
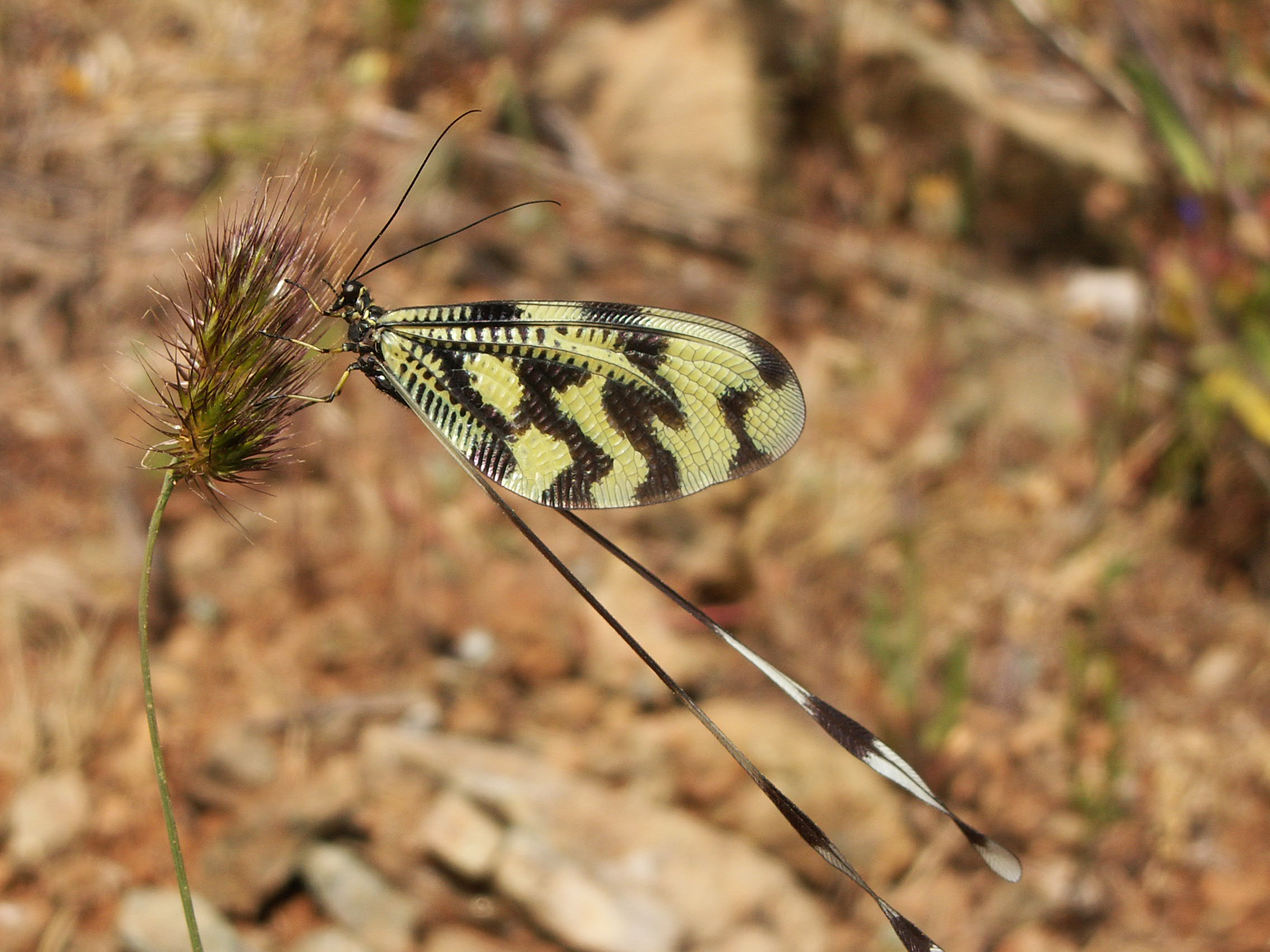